# Réserve de parc national de Nahanni
La réserve de parc national de Nahanni dans les Territoires du Nord-Ouest au Canada, à environ 600 km à l'ouest de Yellowknife, protège une portion de la région naturelle des monts Mackenzie. La pièce maîtresse du parc est la rivière Nahanni Sud. Quatre grands canyons longent cette rivière spectaculaire.
Aux chutes Virginia, la rivière plonge de 90 mètres dans un vacarme étourdissant, soit deux fois la hauteur des chutes du Niagara. Dans le centre des chutes se trouve une aiguille de pierre résistante, appelée pierre de Mason en l'honneur de Bill Mason, le célèbre canoiste canadien, écrivain et réalisateur. Il y a une proposition pour renommer les chutes en l'honneur de l'ancien premier ministre canadien Pierre Elliott Trudeau.
Les sources chaudes sulfureuses du parc, la toundra, les chaînes de montagnes et les forêts de sapins et de trembles servent de milieu naturel pour de nombreuses espèces d'oiseaux, poissons et mammifères. Un bureau d'information situé à Fort Simpson propose des informations historiques, culturelles et géographiques sur le parc. Le parc a été inscrit en premier au patrimoine mondial par l'UNESCO en 1978.
La seule manière pratique d'accéder au parc national de la Nahanni est par hydravion ou hélicoptère. En théorie, il est possible de s'y rendre à pied mais cela prendrait des semaines. Le parc accueille environ 3 500 visiteurs par an.

## Géographie

### Géologie
Les plus vieilles roches de Nahanni se sont déposées par un intense processus d'érosion qui s'est produit durant le Paléozoïque, entre il y a 500 et 200 millions d'années. Ces dépôts, qui peuvent atteindre jusqu'à 6 000 m d'épaisseur, sont composés de grès, de mudstone et de schiste provenant de l'érosion continentale et de calcaire et de dolomite provenant des restes des animaux marins et de la dissolution des minéraux.
À partir d'il y a 200 millions d'années, ces sédiments furent soulevés par une orogenèse[Lequel ?] qui créa les monts Mackenzie. Il y a 110 millions d'années un pluton s'installa et se refroidit dans l'ouest du parc. L'érosion des couches sédimentaires y révéla le massif granitique de la chaîne Ragged.
Les glaciations du Quaternaire, en particulier la première, sculptèrent le paysage du parc. Quant à la glaciation du Wisconsin, elle ne recouvrit que la partie ouest du parc.

## Patrimoine naturel

### Faune
Nahanni comprend 42 espèces de mammifères. Les grands herbivores sont représentés par l'orignal (Alces alces), la chèvre de montagne (Oreamnos americanus), le mouflon de Dall (Ovis dalli), le cerf-mulet (Odocoileus hemionus) et le caribou (Rangifer tarandus). Les carnivores sont quant à eux représentés par l'ours noir (Ursus americanus), le grizzli (Ursus arctos horribilis) et le loup gris (Canis lupus). Parmi les petits mammifères, on retrouve le spermophile arctique (Spermophilus parryii), le rat musqué (Ondatra zibethicus), le castor du Canada (Castor canadensis), la marmotte commune (Marmota monax) et le lièvre d'Amérique (Lepus americanus).
Le parc est fréquenté par 180 espèces d'oiseaux. Il est fréquenté entre autres par le cygne trompette (Cygnus buccinator), quatre espèces de plongeons (Gavia sp.), le grèbe jougris (Podiceps grisegena), l'épervier brun (Accipiter striatus), la crécerelle d'Amérique (Falco sparverius), le pygargue à tête blanche (Haliaeetus leucocephalus), l'aigle royal (Aquila chrysaetos), le faucon pèlerin (Falco peregrinus) et le faucon gerfaut (Falco rusticolus). Il n'y a pas d'espèce de reptiles dans le parc et peu d'espèces d'amphibiens, dont la grenouille des bois (Lithobates sylvaticus).